# La Vernotte
La Vernotte là một xã ở tỉnh Haute-Saône trong vùng Franche-Comté phía đông Pháp. Xã có diện tích 5,53 kilômét vuông, dân số năm 2006 là 68 người. Khu vực này có độ cao từ 210-262 mét trên mực nước biển.